# Клер Карвер-Діас
Клер Карвер-Діас (англ. Claire Carver-Dias, 19 травня 1977) — канадська синхронна плавчиня.
Призерка Олімпійських Ігор 2000 року.
Переможниця Ігор Співдружності 2002 року.
Переможниця Панамериканських ігор 1999 року.